# Geaya fasciata
Geaya fasciata is een hooiwagen uit de familie Sclerosomatidae.